# Özkan Sümer
Özkan Sümer (Trebisonda, 20 gennaio 1940 – Trebisonda, 22 dicembre 2020) è stato un calciatore e allenatore di calcio turco, di ruolo difensore.

## Carriera
Da allenatore si alternò molto spesso con Ahmet Suat Özyazıcı alla guida del Trabzonspor, dove vinse due campionati (1979 e 1981) e una Supercoppa turca nel 1979. Guidò anche la Nazionale turca e il Galatasaray.
Tra il 2001 e il 2003 fu presidente del Trabzonspor, e nel 2006 divenne coordinatore regionale del club. Nel 2007 co-fondò con Zeliha Şimşek il Trabzonspor femminile.
Morì di cancro il 22 dicembre 2020.

## Palmarès

### Allenatore

#### Competizioni nazionali
- Campionato turco: 2

Trabzonspor: 1978-1979, 1980-1981
- Supercoppa di Turchia: 1

Trabzonspor: 1979